# Adolf Klenk
Adolf Klenk (* 1955) ist ein deutscher Chemiker.

## Leben
Klenk wurde 1955 in Schwaben geboren. Er studierte Lebensmittelchemie an der Universität Hohenheim. Am Lehrstuhl für organische Chemie gehörte er zur Arbeitsgruppe um Wolfgang Kraus, die 1985 erstmals die molekulare Struktur des Limonoids Azadirachtin entschlüsselte. Zu diesem Thema wurde Klenk im selben Jahr mit der Dissertation Isolierung und Strukturaufklärung von biologisch aktiven Tetranortriterpenoiden aus Azadirachta indica J. Juss (Meliaceae). Ein neuer Strukturvorschlag für Azadirachtin promoviert. Bis Ende 1987 forschte und publizierte er zu den Naturstoffen der Mahagonigewächse im Allgemeinen und des Niembaumes im Speziellen.
Seit 1990 arbeitet Klenk in Bielefeld, seit 1993 für die Dr. Wolff-Gruppe. Dort widmet er sich vor allem der Forschung zur Reduzierung beziehungsweise Verzögerung androgenetischen Haarausfalls. Bereits seit 1989 experimentierte er diesbezüglich mit Koffein. Er ist Co-Autor einiger Artikel in Fachzeitschriften. Im Jahr 2007 wurde Klenk als Laborchef Leiter der Abteilung Forschung und Entwicklung der Dr. Wolff-Gruppe.
Spätestens ab 2011 gehörte er bis 2019 dem Fachausschuss Schönheitspflege innerhalb des Industrieverbandes Körperpflege- und Waschmittel (IKW) an. Das Handelsblatt listete ihn im März 2017 als einen von „Deutschlands 100 klügsten Köpfen, die mit ihren Ideen und ihrer Forschung den Fortschritt [im Land] vorantreiben.“
Über wissenschaftliche Kreise hinaus erlangte Klenk ab 2007 internationale Bekanntheit durch Fernsehwerbespots seines Arbeitgebers für die Marke Alpecin unter dem Motto „Doping für die Haare“. Er tritt in seiner Funktion als Laborchef als Testimonial im weißen Laborkittel auf und wirbt mithilfe vereinfachter wissenschaftlicher Graphen für das von ihm entwickelte Koffein-Shampoo, dessen Wirkung in klinischen Prüfungen nicht hinreichend nachgewiesen wurde. In der Webvideo-Reihe Werbeparodien des deutschen Cartoonisten Ralph Ruthe tritt regelmäßig eine durch Klenk inspirierte Figur namens „Dr. Klenk“ auf, die an einem Joint zieht und der alles egal ist.
Adolf Klenk lebt in Verl. Er ist verheiratet und Vater zweier Kinder.